# Поклад, Яна Николаевна
Покла́д Яна Николаевна (1967, Королёв)  — российский художник-живописец.

## Биография
Яна Николаевна Поклад родилась 14 апреля 1967 года в городе Калининграде Московской области.
1981—1982 гг. занималась в изостудии при ДК имени Калинина. Руководители: Г. Карканица, В. Малишевская.
В 1986 году закончила Московское театральное художественно-техническое училище по специальности «художник — бутафор». Преподаватели: В. Федотов, Н. Г. Левкович.
1996—2002 гг. обучение в Московском художественном институте имени В. И. Сурикова. Училась у Н. Андронова, Ю. Шишкова, Г. Незнайкина, М. Абакумова, С. Смирнова, С. Сиренко, В. Сидорова. Защитила диплом в мастерской В. Сидорова циклом картин «Вспоминая Болгарию».
Член Московского союза художников с 2005 г., Член Союза художников России с 2006 г., Участница художественных выставок в России и за рубежом. В 2007 году награждена дипломом МСХ за успешные произведения изобразительного искусства, представленные на выставках.
В  2010 году — диплом МСХ за произведение «Дом Левитана», экспонированное на IV выставке «Мир живописи» (Москва, ЦДХ). Получила благодарность РАХ за организацию IV выставки «Мир живописи» (Москва, ЦДХ) и другие.
Особое значение в живописи Поклад имеет пейзаж. Именно в этом жанре с наибольшей точностью выражаются художественные поиски мастера и своеобразие его метода. Яркий и красочный, живописный стиль Поклад уже в 1990-е годы завоевал признание московской публики. Крымские пейзажи, виды среднерусской полосы, заветные уголки природного окружения. Этим работам дано встать в один ряд с пейзажами Александра Киселёва, Николая Крымова, Петра Петровичева – мастеров, открывших в начале ХХ столетия своеобразие русской национальной школы пейзажа и вдохнувших в неё новую жизнь. Яна Поклад входит в число избранных мастеров, продолжающих лучшие традиции русской реалистической школы. Выступая в качестве активно выставляющейся художницы, Поклад заявила о себе как творческая единица с широким диапазоном тем и богатой сюжетной палитрой. Награждена медалью МОСХ России «За развитие традиций» в 2019 году.
Отец Николай Станиславович Поклад — художник по куклам, художник-постановщик театральных спектаклей и кинофильмов.

## Выставки
- 1998 год
  - Февраль—март. Выставка трех московских художников (Яна Поклад, Наталия Григорян, Галя Фаттах). Москва, ЦДХ (журнальная статья, буклет).
  - Ноябрь—декабрь. Выставка московских художников (Яна Поклад, Наталия Григорян, Галя Фаттах, Виктория Плетнёва, Фёдор Усачёв и Наталья Ситникова). Москва, ЦДХ
- 1999 год
  - Февраль—март. «Москва-России» (филиал девятой региональной выставки Москва-Санкт-Петербург). Москва, ВЗ МОСХа, Беговая ул.
- 2000 год
  - Февраль. Выставка «Восток—запад» в составе творческого объединения «Септима» (Яна Поклад, Теймураз Маргиев, Вероника Лопес, Наталия Григорян, Галя Фаттах, Виктория Плетнёва)
  - Ноябрь. Участие в благотворительном аукционе «Операция Улыбка» /«Operation SMILE»/ при поддержке аукционного дома de Pury&Luxembourg Современное российское искусство.
  - Май. Участие в Женевской международной выставке-ярмарке EUROP`ART/ Швейцария/.
  - Июль. Персональная выставка в галерее «Парадиз» (Москва).
  - Октябрь. Творческая поездка в Болгарию.
- 2001 год
  - Февраль. «Игра граней». Выставка творческого объединения художников «В полный рост». (Эдуард Русенко, Юлия Русенко, Наталья Ситникова, Мария Суворова, Екатерина Лебедева, Владислав Васильев, Фёдор Усачёв). Москва, ЦДХ.
  - Декабрь — «Молодые художники России». Москва, ЦДХ.
- 2002 год
  - Май. Выставка российских и болгарских художников. София, Российский культурный центр.
- 2006 год
  - Январь—февраль. Устроитель и участница выставки «Пространства живописи. Пленэры на академической даче имени И. Е. Репина». Москва, Музей-панорама «Бородинская битва».
  - Апрель. Вступление в Союз художников России.
  - Июль. Выставка «Перспективы». Молодые художники Москвы (МСХ). Москва, Кузнецкий Мост, 11.
  - Июнь—октябрь. 3-я Всероссийская выставка пейзажной живописи «Образ Родины». Вологда, областная картинная галерея.
  - Июнь—август. Выставка произведений Московских художников. Москва, ВЗ Товарищества живописцев Московского союза художников, Тверская-Ямская, 20.
  - Ноябрь—декабрь. Выставка трёх московских живописцев (Карандаев Борис, Поклад Яна, Степура Елена) «По русской земле». Москва, ГВЗ «Солнцево».
- 2007 год
  - Май. Участник живописного пленера «На берегах рукотворного моря», г. Весьегонск, Тверская область.
  - Выставка «Московские художники музею МСХ». Кузнецкий мост, 11
  - Июнь. Участник четвёртого живописного пленера «Ржевская палитра» г. Ржев, Тверская область.
  - Выставка, посвящённая 75-летию МСХ. Москва, ГВЗ «На Каширке».
  - Июль. Выставка, посвящённая 75-летию МСХ. Москва, ГВЗ «Беляево».
  - Сентябрь. Выставка «Ржевская палитра». Городской выставочный зал г. Ржева, Тверская область.
  - Август—октябрь. Творческий поток «Отечество» на Академической даче июль–октябрь 2007. Вышний Волочёк
  - Декабрь. Выставка «Отечество — Традиция — Академическая дача». Москва, ВЗ Союза художников России, Покровка, 37.
- 2008 год
  - Январь. Выставка «Московскому союзу художников — 75 лет». Москва, ЦДХ.
  - Февраль. Выставка «Отечество» к 50-летию СХР. Москва, ЦДХ.
  - Выставка «Русская провинция». Москва, ВЗ Товарищества живописцев Московского союза художников, Тверская-Ямская, 20.
  - Март. Выставка «Мастерская художника. Творческий процесс». Москва, зал Товарищества живописцев Московского союза художников, Тверская-Ямская, 20.
  - Апрель. Выставка «Творческий дуэт» совместно живописцем А. Савельевым. Ржев, Городской выставочный зал (отдел культуры г. Ржева).
- 2017 год
  - Ретроспективная персональная выставка «Бабье лето» (Москва)
  - Персональная выставка «Сон в летнюю ночь» (Москва)
  - Персональная выставка «К родным берегам» ( Кричев, Белоруссия)

Произведения Яны Поклад находятся в коллекциях Государственного мемориального историко-художественного и природного музея-заповедника В. Д. Поленова, Ульяновского областного художественного музея, Тульского областного художественного музея, Калужского музея изобразительных искусств, Российского культурного центра в Софии, музея МСХ, администрации г. Весьегонска Тверской области, отдела культуры г. Ржева Тверской области, а также в частных собраниях в России, Швейцарии, Болгарии, Португалии, США.